# KSV Oudenaarde
KSV Oudenaarde (offiziell: Koninklijke Sportvereniging Oudenaarde) ist ein Fußballverein aus der Stadt Oudenaarde.

## Geschichte
KSV Oudenaarde wurde im Jahr 1908 gegründet. Im Jahr 1919 trat der Verein in den Königlichen Belgischen Fußballverband ein. Der Club spielt überwiegend in der dritten Klasse, schaffte jedoch nach der Spielzeit 2011/12 den Aufstieg in die zweite Liga, ehe er ein Jahr später wieder abstieg.

## Vereinsnamen
Unter dem Namen S.K. Aldenardia (Sportkring Aldenardia) wurde er gegründet. Als man 1919 mit dem  F.C. Audenarais fusionierte, wurde daraus der S.V. Audenaerde (Sportvereeniging Audenaerde). Der Name wechselte in S.V. Oudenaarde. 1951 erhielt der Verein den Zusatz Koninklijke (= königlich) und nannte sich fortan Koninklijke Sportvereniging Oudenaarde.

## Spieler
- Paul Put (1980–1981)